# 駱從宇
駱從宇（1567年—？），字宇咸，號乾沙，浙江湖州府武康縣人，民籍，明朝政治人物。

## 生平
万历十九年（1591年）辛卯科浙江乡试舉人，三十二年（1604年）甲辰科二甲二十六名進士，考選爲庶吉士，三十五年授翰林院编修，三十七年直起居馆，三十八年八月引病归。四十四年升國子監司业，尋升左春坊左中允兼翰林院编修，四十七年升左谕德兼翰林院侍讲。泰昌元年（1620年）升为右庶子掌司经局印，天启元年（1621年）三月充經筵日讲官，尋改左庶子掌左春坊印。二年正月，升少詹事兼翰林院侍读学士。三年五月升禮部右侍郎，兼官如故。改左侍郎，六年八月升礼部尚书兼翰林院学士掌詹事府事。清介中立无所倚。时朝中各依门户，从宇独岸然孤峙，有回澜之力。魏璫摧戕正类，从宇遇諸朝，不一份，璫客来说，拒之益峻。遂夺職里居，璫败，起南礼部尚书，卒官，赠太子少保。著有《澹然斋存稿》。

## 家族
曾祖駱文明，贡生。祖父駱任遠，嘉靖丁酉舉人。父駱濟吉，增廣生。母胡氏，继母丁氏。具慶下。從弟駱駸曾，戊戌進士。
子駱維寧、駱維琦。